# Allium fedtschenkoi
Allium fedtschenkoi är en amaryllisväxtart som beskrevs av Nábelek. Allium fedtschenkoi ingår i släktet lökar, och familjen amaryllisväxter. Inga underarter finns listade i Catalogue of Life.